# Offbeatr
Offbeatr era un sitio web estadounidense de crowdfunding pornográfico. Se ha descrito como el "Kickstarter para el porno". Los creadores publicaban propuestas de nuevos proyectos, que podían ser medios de comunicación, eventos u objetos. La comunidad de usuarios los leía y votaba en consideración. Si uno obtenía suficientes votos, se abría a la financiación. Si un proyecto alcanzaba la meta propuesta, el creador del proyecto recibía los fondos. Los creadores de proyectos también podían vender material creado anteriormente. Dichos proyectos debían tener su sede en Estados Unidos, Reino Unido, Alemania, Canadá, Francia, Australia o Nueva Zelanda.
Offbeatr fue lanzada en agosto de 2012 por la start-up Extra Lunch Money, con sede en Los Ángeles (California). En agosto de 2012 contaba con un equipo de cinco personas y estaba autofinanciada.
Hasta el 14 de febrero de 2013, se habían financiado más de 70 000 dólares en donaciones para siete proyectos, la mayoría relacionados con el furry fandom.
El sitio quedó inactivo el 9 de febrero de 2016 (tras un anuncio del 2 de febrero de 2016), con una nueva entrada en el blog anunciando el cierre.